# Pression de contact
La pression de contact est la description locale d'une action mécanique de contact.

## Principe
Lorsque deux corps sont en contact l'un avec l'autre, il en résulte une action de contact, car les atomes des deux corps se repoussent (négligeant ici les notions d'adhérence et de frottement).

## Description
D'un point de vue macroscopique, cette action peut être décrite, selon le type de liaison mécanique, par une force et/ou un couple, ou encore de manière synthétique par un torseur statique.
Mais d'un point de vue microscopique, chaque millimètre carré des surfaces en contact reçoivent une portion de l'effort. On parle donc de pression de contact, la pression étant l'intensité de la force F divisée par l'aire sur laquelle elle s'applique S :
P = F/S.
Dans le cas d'une force pure entre deux surfaces planes, on peut faire l'hypothèse que la pression de contact est uniforme. Si au moins l'une des surfaces est courbe, on utilise la pression de Hertz, ou, si les rayons de courbure sont très proches, la pression diamétrale.
Si la pression dépasse une certaine valeur, il se produit une dégradation des pièces, appelée matage. On peut prendre en première hypothèse la limite d'élasticité pour les matériaux ductiles ou la résistance à la compression pour les matériaux fragiles ; mais la valeur admissible dépend de plusieurs facteurs et est en général obtenue par essais.